# Corymyia euryops
Corymyia euryops là một loài ruồi trong họ Asilidae. Corymyia euryops được Londt miêu tả năm 1994. Loài này phân bố ở vùng nhiệt đới châu Phi.